# バンダイナムコエクスペリエンス
株式会社バンダイナムコエクスペリエンス（英: Bandai Namco Experience Inc.）は、リアルエンターテインメント事業に関わる施設・機能・サービスの企画・開発・運営・販売を主な事業とする日本の企業。バンダイナムコホールディングスの完全子会社。

## 略歴
2025年2月14日設立。同年4月1日付でバンダイナムコアミューズメント（BNAM）よりアミューズメントユニットの統括業務と施設・業務用機器コンテンツの企画・販売を継承し、BNAMをバンダイナムコホールディングスから吸収分割で承継する事により子会社化した。

## 主な事業

### アミューズメントマシン事業
旧：ナムコ、バンダイナムコエンターテインメント、バンダイナムコアミューズメント時代の製品も含む。